# Agrionopsis brachyptera
Agrionopsis brachyptera es una especie de mantis de la familia Mantidae.

## Distribución geográfica
Se encuentra en Tanzania.